# Amram Gaon
Amram ben Sheshna (ou Shoushna), plus connu sous le nom d'Amram Gaon (hébreu: עמרם גאון) (décédé en 875) naquit en 810. Il était un des principaux guéonims mais aussi le  directeur de l'académie talmudique de Soura, en Babylonie au IXe siècle.
entre les années 853 et 871. 
Il est l'auteur de nombreux responsa (même si certains sont attribues a d'autres)  dont le plus célèbre, portant sur la liturgie, est à la base du livre de prières juives, et est considéré comme le premier du genre.

## Éléments biographiques
Rien n'est connu de sa vie. Il fut l'élève de Naṭronaï II, Gaon de Soura, et fut exceptionnel dans l'histoire des Gueonims. À la mort de Naṭronaï, vers 857, la dignité de la fonction de Gaon lui fut entièrement conférée; il l'exerça jusqu'à son décès.

## Œuvres
Amram Gaon est l'auteur de quelque 120 responsa (dont la plus grande partie a été publiée en Salonique, en 1792, dans un recueil intitulé "Sha'arei Ẓedeḳ") concernant la quasi-totalité de la jurisprudence juive. Ces responsa sont riches d'informations sur la personnalité de leur auteur, et sur les conditions de vie religieuse des Juifs de cette époque.
Il interdit notamment le prêt à intérêt même à des non-Juifs, même pour ces intérêts minimes que le Talmud appelle "avaq ribit" (la poussière d'intérêt), ceux-ci n'étant autorisés que s'ils sont courants dans les cercles d'affaires non juifs. Ce responsum est caractéristique de la méthode d'Amram d'éviter l'extrême rigueur, qu'on retrouve aussi dans cette décision de ne pas hâter la circoncision d'un esclave qui aurait adopté le judaïsme mais souhaiterait postposer la circoncision jusqu'à ce qu'il se sente prêt. 
Concernant les mauvais rêves, il proteste contre la pratique de jeûner, se plaçant presque en porte-à-faux du Talmud, car la véritable nature des rêves n'est pas connue; il en est de même pour de nombreuses autres superstitions.

De plus, à l'instar de nombreux responsa des Gueonim, Amram Gaon inclut souvent des commentaires d'un passage talmudique ou des règles de méthodologie, lesquelles sont d'une valeur considérable.
L'accomplissement le plus célèbre d'Amram Gaon, qui en fait l'un des Gueonim les plus éminents avant Saadia, est son Siddour (connu depuis sous le nom de Siddour Rab Amram ou Seder Rav Amram). Il fut en effet le premier à classifier une liturgie complète, à usage synagogal et domestique. Son livre, qui fut rédigé sous la forme d'un long responsum à la communauté juive d'Espagne, fonde la plupart des rites de prière actuels parmi les Juifs, ashkénazes comme sépharades, et a exercé une grande influence sur les rites et pratiques cérémoniaux des Juifs pendant plus d'un millénaire, jusqu'à nos jours. Amram Gaon ne donne pas seulement le texte des prières, mais y adjoint en guise de commentaire de très nombreuses régulations talmudiques et gaoniques s'appliquant à elles et aux cérémonies y apparentées.

Son livre de prières, rendu familier par les nombreuses citations qu'en firent les auteurs liturgiques médiévaux, et qui servit de modèle aux rituels de Saadia et Maïmonide, fut publié intégralement pour la première fois à Varsovie en deux volumes, en 6185 du calendrier hébraïque (1865 du calendrier grégorien), par N. N. Coronel, sous le titre de "Seder Rab Amram Gaon." La seconde partie, contenant des selihot et des pizmonim pour les Jours redoutables, n'est certainement pas l'œuvre d'Amram Gaon, et semble avoir été composée bien plus tard. Même la première partie, contenant les prières proprement dites, est remplie d'interpolations, dont certaines, comme la Ḳedoushah (Sanctification) pour la prière privée, sont de façon évidente des additions tardives aux manuscrits, y compris pour les sections spécifiquement attribuées au Rav Amram; de nombreuses explications ne sont sûrement pas de lui, mais des copistes académiques qui firent suivre son nom au leur, parlant de lui à la troisième personne. Ces explications ne font jamais référence aux autorités plus tardives que: 
- Naṭronaï II, le maître d'Amram (17 occurrences),
- Shalom, prédécesseur de Naṭronaï au gaonat (7 occurrences),
- Yehouda, Paltoï, Tzadok, et Moshe, tous gueonim antérieurs à Amram (une occurrence chacun),
- Cohen Ẓedeḳ (deux occurrences),
- Naḥshon et Ẓemaḥ, contemporains d'Amram (deux occurrences),
- et un certain Nathan d'époque non-déterminée.
- La seule autorité postérieure à Amram est Saadia (p. 4b).

Ceci indique que les additions au texte des prières commencèrent déjà au temps d'Amram Gaon lui-même. La certitude quant à cette assertion ne peut cependant être obtenue qu'en comparant le texte imprimé aux manuscrits d'Almanzi qui, selon les échantillons fournis par Luzzato, varie considérablement du texte imprimé. Israël ben Todros (1305) mentionne certaines azharot qi auraient selon lui été composées par Amram, mais aucune trace de celles-ci n'ont pu être trouvées.
D'autres éditions du Siddour suivirent:
- Seder Rav Amram Gaon, éd. Hedegard: Lund 1951
- Seder Rav Amram Gaon, ed. Goldschmidt: Jérusalem 1971
- Seder Rav Amram Gaon, ed. Kronholm: Lund 1974
- Seder Rav Amram Gaon, ed. Harfenes: Bnei Brak 1994